# Основополагающий акт Россия — НАТО
Основополагающий акт о взаимных отношениях, сотрудничестве и безопасности между Российской Федерацией и Организацией североатлантического договора, или основополагающий акт Россия — НАТО о взаимных отношениях, сотрудничестве и безопасности — документ, подписанный в Париже 27 мая 1997 года.
Акт определяет основы отношений между Россией и НАТО.
Из рассекреченных в 2018 г. американских документов следует, что Борис Ельцин перед подписанием Акта предлагал президенту США Биллу Клинтону джентльменское соглашение о том, что ни одна страна бывшего СССР не должна вступить в НАТО. Клинтон отказался, заявив, что в современном мире «не может быть секретов», и что такая договоренность может быть неправильно воспринята и негативно повлиять на имидж самой России, показав таким образом ее имперские амбиции и «вызвав тревогу» в странах Балтии. Документы показывают, что Ельцин считал расширение НАТО унизительным для России, а подписание Акта — вынужденным действием.

## История
По окончании Холодной войны Россия и НАТО начали сближение для преодоления недоверия и угроз конфликта. Когда Россия в 1994 стала членом программы «Партнёрство во имя мира», начало готовиться соглашение на тему отношений, подписанное и ратифицированное в 1997 и направленное на баланс интересов между сторонами и на разоружение с обеих сторон, хотя и без отказа от политики сдерживания. Подписан в праздничном зале Елисейского дворца. Подписан Б.Н. Ельциным и Х. Соланой.

## Краткое содержание
Преамбула договора гласит, что Россия и НАТО не рассматривают друг друга как противников.
Первый пункт акта, «Принципы» декларирует основы отношений РФ-НАТО и общие основополагающие принципы отношений и действий РФ и НАТО в Европе будут совместно укреплять роль ОБСЕ в общеевропейской безопасности; откажутся от применения силы кроме как с санкции Совбеза ООН; будут уважать территориальную целостность государств и Хельсинкский акт; признают за европейскими государствами право выбора путей обеспечения собственной безопасности.
Второй пункт определяет механизм взаимных консультаций и сотрудничества, и создание Совета Россия — НАТО в качестве органа консультаций, а также основополагающих принципов таких консультаций: отсутствие у России и НАТО права вето по отношению к действиям другой стороны, запрет использования прав России и НАТО для ущемления интересов других государств.
Третий пункт гласит, что Россия участвует в СЕАП и программе «Партнёрство во имя мира»; что обменивается с НАТО информацией по военным доктринам, бюджетам и военным стратегиям; что участвует с НАТО в совместных операциях под ответственностью ОБСЕ или под руководством Совбеза ООН; что сотрудничает в области нераспространения ОМП и в области тактической ПРО; что сотрудничает в области обеспечения безопасности воздушного движения; что Россия участвует в КНДВ; что Россия и НАТО совместно борются с наркотрафиком; что Россия и НАТО проводят совместные учения в области ликвидации последствий техногенных катастроф и ЧС.
Четвёртый пункт сообщал, что НАТО не имеет планов по размещению ядерного оружия на территории новых членов или создания мест для его хранения; что Россия и НАТО будут работать над АДОВСЕ и лимитам на вооружения от Атлантики до Урала, пересматриваемым каждые 5 лет с 2001 года.